# Хигроскопичност
Хигроскопичността е свойството на дадено вещество да поглъща водни молекули от околната среда както чрез абсорбция, така и чрез адсорбция.
Хигроскопични вещества са захарта, глицеролът, етанолът, сярната киселина, метамфетаминът, йодът, много хлориди и хидрооксидни соли, както и още много други. Натриевият хлорид е нехигроскопичен. Хигроскопичността на готварската сол се определя най-вече от наличието на магнезиев хлорид.